# Saint-Priest-Bramefant
Pour les articles homonymes, voir Saint-Priest (homonymie).
Saint-Priest-Bramefant est une commune française située dans le département du Puy-de-Dôme, en région Auvergne-Rhône-Alpes. Elle fait partie de l'aire d'attraction de Vichy.

## Géographie

### Localisation
Situé au nord-est du département du Puy-de-Dôme, Saint-Priest-Bramefant est proche de la rivière Allier, à 11,5 km au sud de Vichy, à 29,5 km au nord-est de son chef-lieu d'arrondissement Riom, à 6,6 km à l'est de Randan et à 14,8 km au nord-est de Maringues à vol d'oiseau.
La commune se compose de plusieurs lieux-dits.

Lieux-dits de la commune
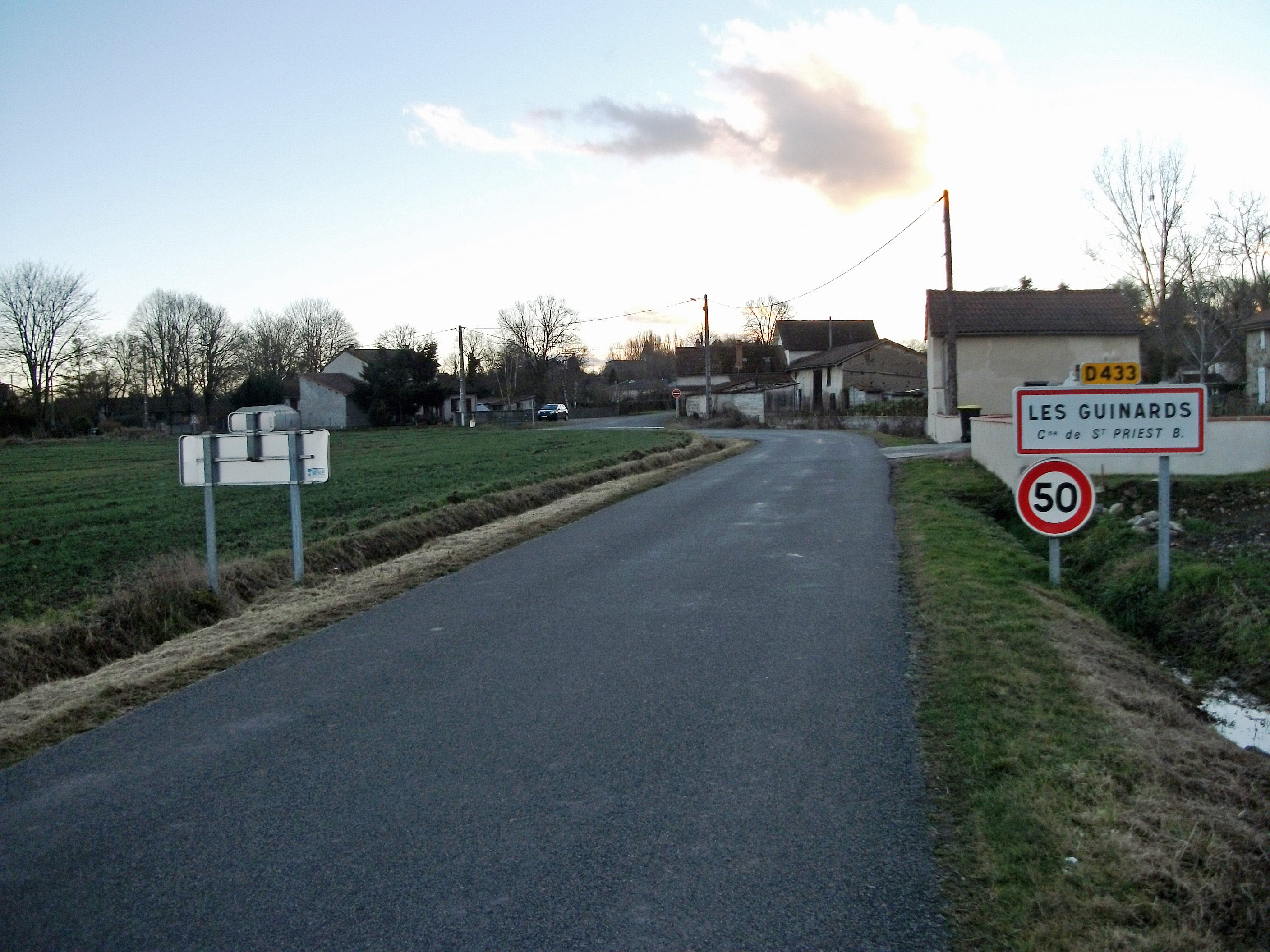
Les Guinards.
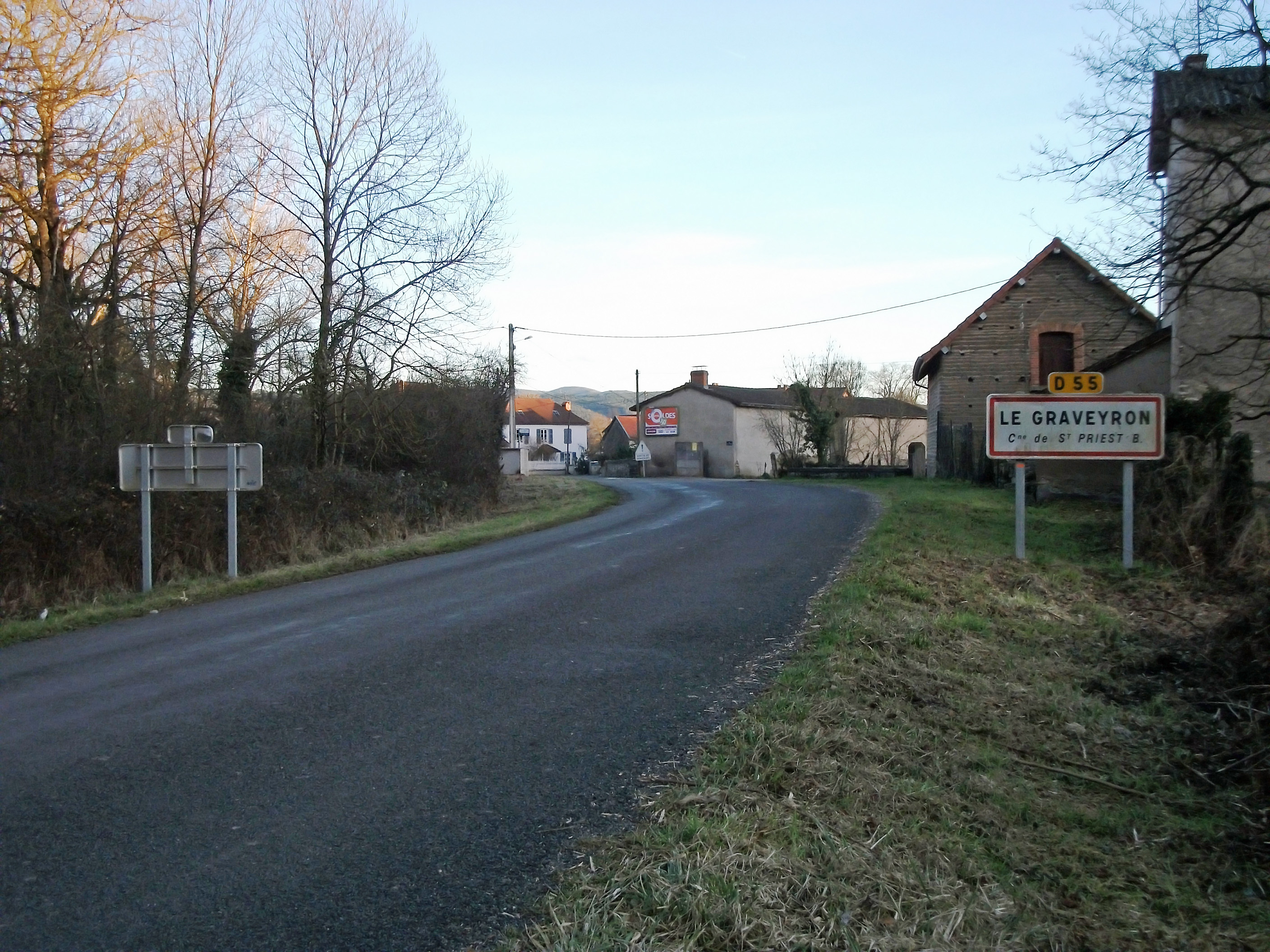
Le Graveyron.
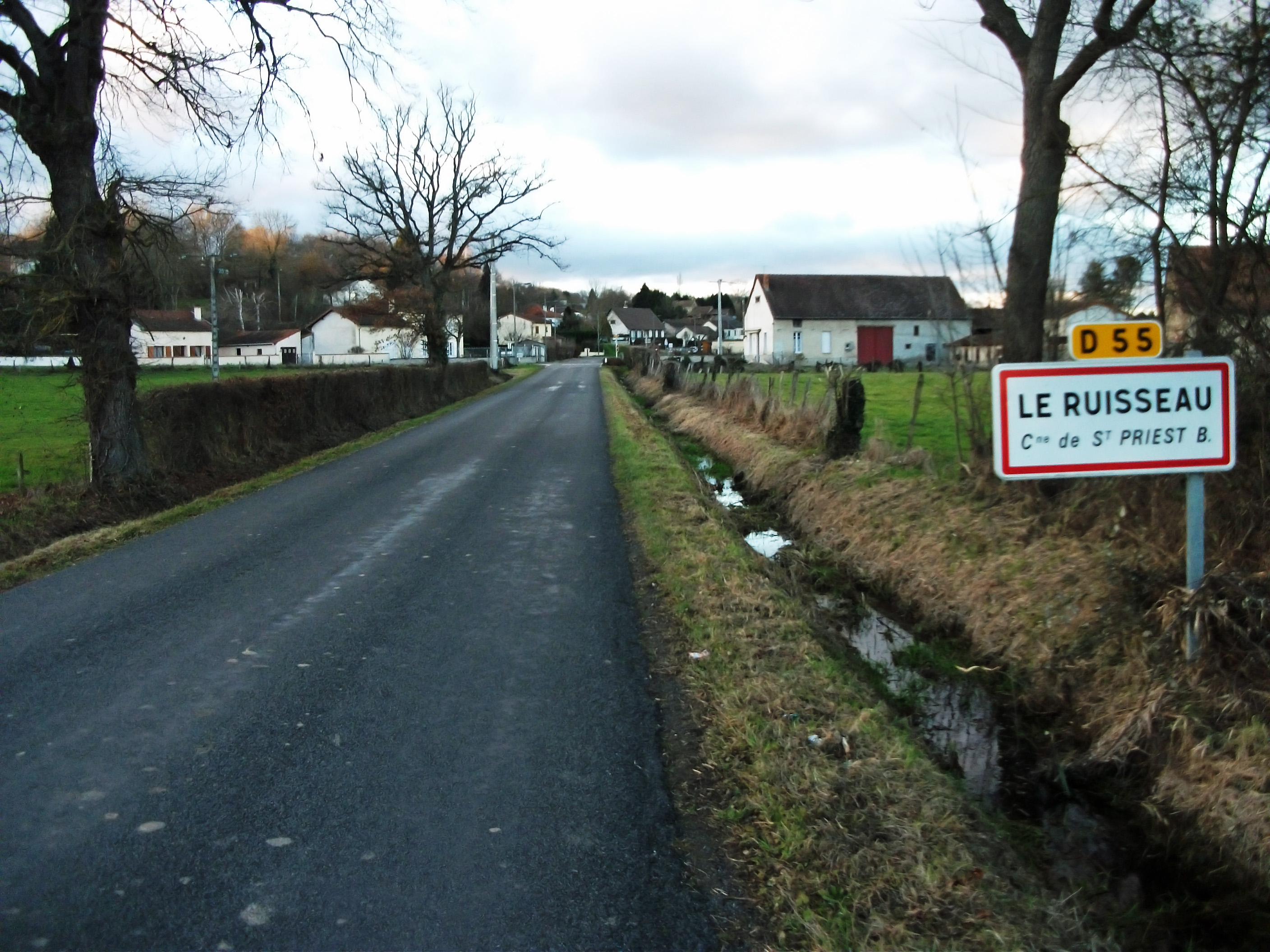
Le Ruisseau.

#### Communes limitrophes
Saint-Priest-Bramefant est limitrophe avec six communes en incluant le quadripoint avec Beaumont-lès-Randan, dont deux communes du département limitrophe de l'Allier.
Le quadripoint (point de la surface de la Terre qui touche quatre régions distinctes) réunit Saint-Priest-Bramefant au nord-est, Mons au sud-est, Beaumont-lès-Randan au sud et Randan à l'ouest.
| Saint-Sylvestre-Pragoulin              |                        | Saint-Yorre |
| Randan (quadripoint) {\displaystyle +} | Saint-Priest-Bramefant | Mariol      |
| Beaumont-lès-Randan                    | Mons                   |             |

### Géologie et relief
La commune s'étend sur 1 906 hectares ; son altitude varie entre 256 et 373 m. Avec Saint-Sylvestre-Pragoulin, elle partage l'altitude minimale la plus basse du département.

### Hydrographie
La commune est bordée à l'est par la rivière Allier.
En amont, le Coursac, ruisseau de 5,9 km, prend sa source à Mons et se jette à proximité du lieu-dit des Jarraux à Saint-Yorre. En aval, le Germinel, ruisseau de 9,4 km de long, appelé aussi  ruisseau de la Gournaude, prend sa source à Randan, passe au nord de la commune et se jette dans l'Allier près du lieu-dit des Graviers à Saint-Sylvestre-Pragoulin.

### Climat
Pour des articles plus généraux, voir Climat d'Auvergne-Rhône-Alpes et Climat du Puy-de-Dôme.
En 2010, le climat de la commune est de type climat océanique dégradé des plaines du Centre et du Nord, selon une étude du Centre national de la recherche scientifique s'appuyant sur une série de données couvrant la période 1971-2000. En 2020, Météo-France publie une typologie des climats de la France métropolitaine dans laquelle la commune est exposée à un climat de montagne ou de marges de montagne et est dans la région climatique Nord-est du Massif Central, caractérisée par une pluviométrie annuelle de 800 à 1 200 mm, bien répartie dans l’année.
Pour la période 1971-2000, la température annuelle moyenne est de 11,3 °C, avec une amplitude thermique annuelle de 16,6 °C. Le cumul annuel moyen de précipitations est de 800 mm, avec 9,9 jours de précipitations en janvier et 7,4 jours en juillet. Pour la période 1991-2020, la température moyenne annuelle observée sur la station météorologique de Météo-France la plus proche, « Vichy-Ville », sur la commune de Vichy à 11 km à vol d'oiseau, est de 12,7 °C et le cumul annuel moyen de précipitations est de 799,6 mm,. Pour l'avenir, les paramètres climatiques de la commune estimés pour 2050 selon différents scénarios d'émission de gaz à effet de serre sont consultables sur un site dédié publié par Météo-France en novembre 2022.

### Voies de communication et transports

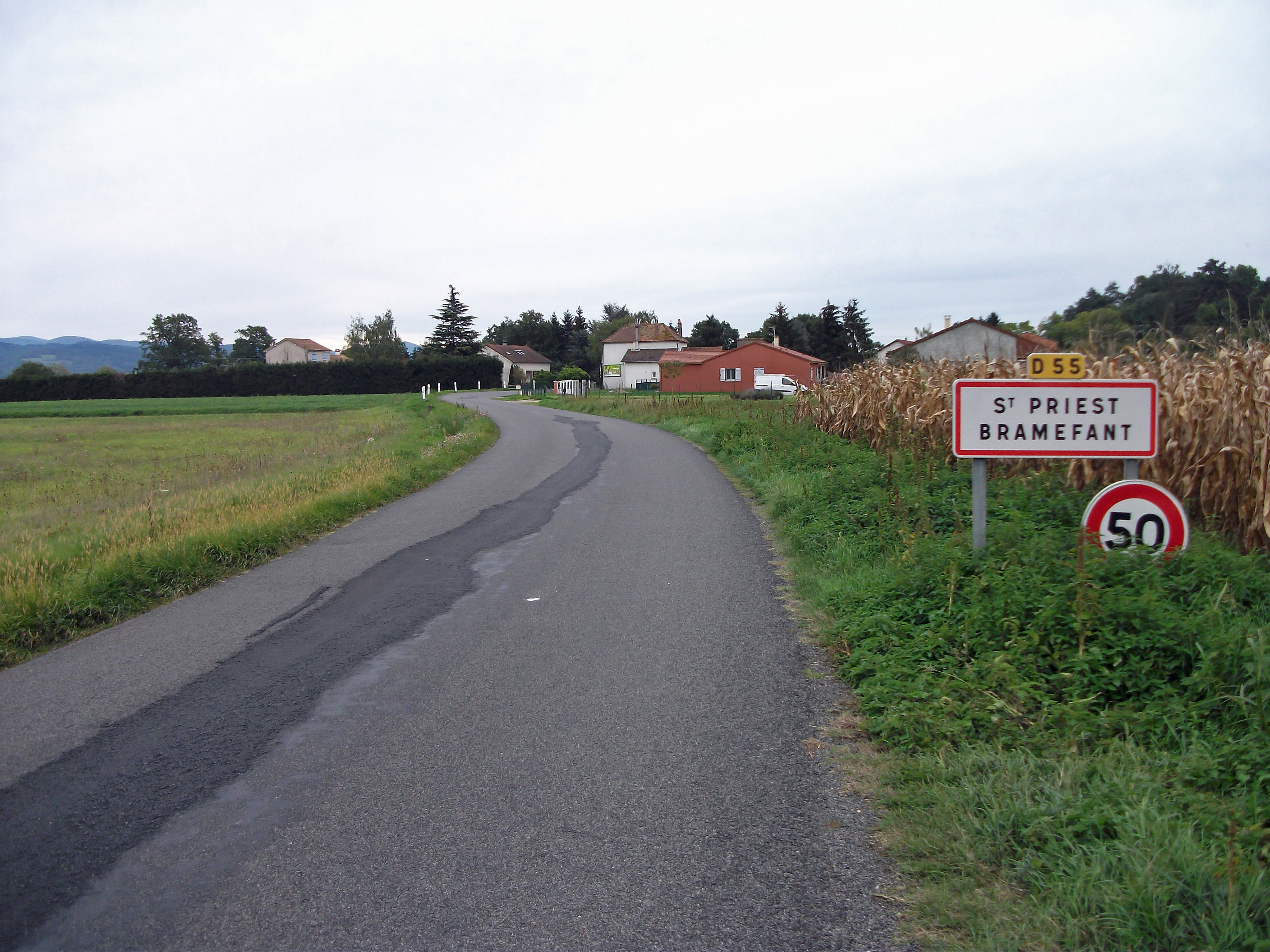
Entrée par la route départementale 55 en direction du sud.

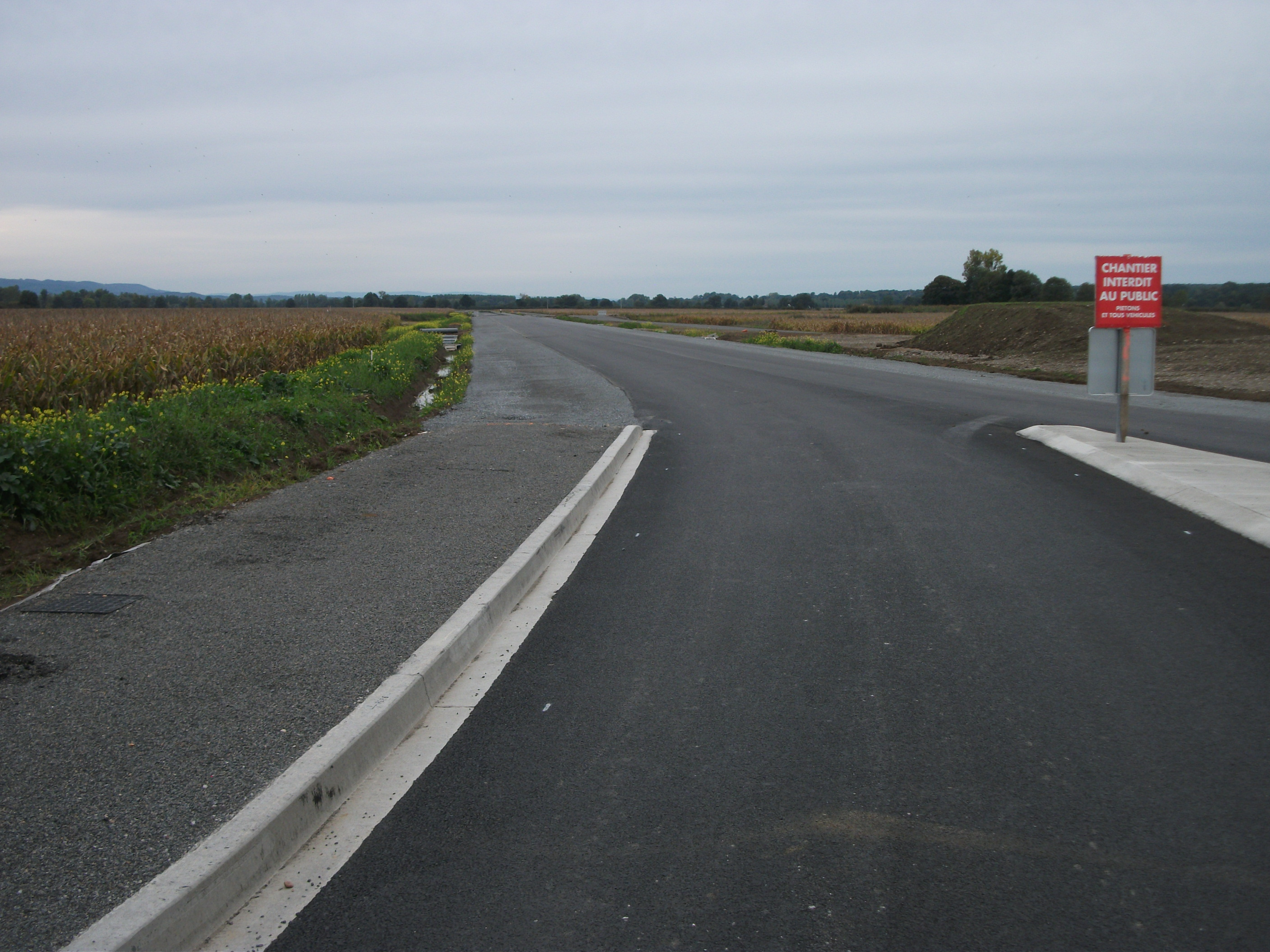
Le contournement sud-ouest passe près de la commune.

Le territoire de la commune de Saint-Priest-Bramefant est traversé par plusieurs routes départementales.
La route départementale 59 traverse la commune d'ouest en est en passant par le lieu-dit le Guérinet. Elle y croise la départementale 55, un axe sud-nord, reliant Maringues à Vichy via Le Graveyron et Le Ruisseau, avant de continuer vers Saint-Sylvestre-Pragoulin (La Poivrière), puis la RD 43 au sud-est de la commune, en direction de Ris-Gare et Puy-Guillaume.
Au départ du centre-bourg, la départementale 433 dessert, depuis Le Ruisseau, le lieu-dit des Guinards avant de rejoindre la RD 434 vers Saint-Yorre. Ce tracé a été modifié en 2015 à la suite de la construction du contournement sud-ouest de Vichy ; cette dernière route, numérotée RD 906 et inaugurée le 28 janvier 2016, est ouverte depuis le 2 février 2016.

## Urbanisme

### Typologie
Au 1er janvier 2024, Saint-Priest-Bramefant est catégorisée commune rurale à habitat dispersé, selon la nouvelle grille communale de densité à sept niveaux définie par l'Insee en 2022.
Elle est située hors unité urbaine. Par ailleurs la commune fait partie de l'aire d'attraction de Vichy, dont elle est une commune de la couronne,. Cette aire, qui regroupe 50 communes, est catégorisée dans les aires de 50 000 à moins de 200 000 habitants,.

### Occupation des sols
L'occupation des sols de la commune, telle qu'elle ressort de la base de données européenne d’occupation biophysique des sols Corine Land Cover (CLC), est marquée par l'importance des territoires agricoles (65,1 % en 2018), en diminution par rapport à 1990 (67,8 %). La répartition détaillée en 2018 est la suivante : forêts (31,3 %), terres arables (27,6 %), prairies (27,5 %), zones agricoles hétérogènes (10 %), zones urbanisées (3 %), milieux à végétation arbustive et/ou herbacée (0,6 %). L'évolution de l’occupation des sols de la commune et de ses infrastructures peut être observée sur les différentes représentations cartographiques du territoire : la carte de Cassini (XVIIIe siècle), la carte d'état-major (1820-1866) et les cartes ou photos aériennes de l'IGN pour la période actuelle (1950 à aujourd'hui).

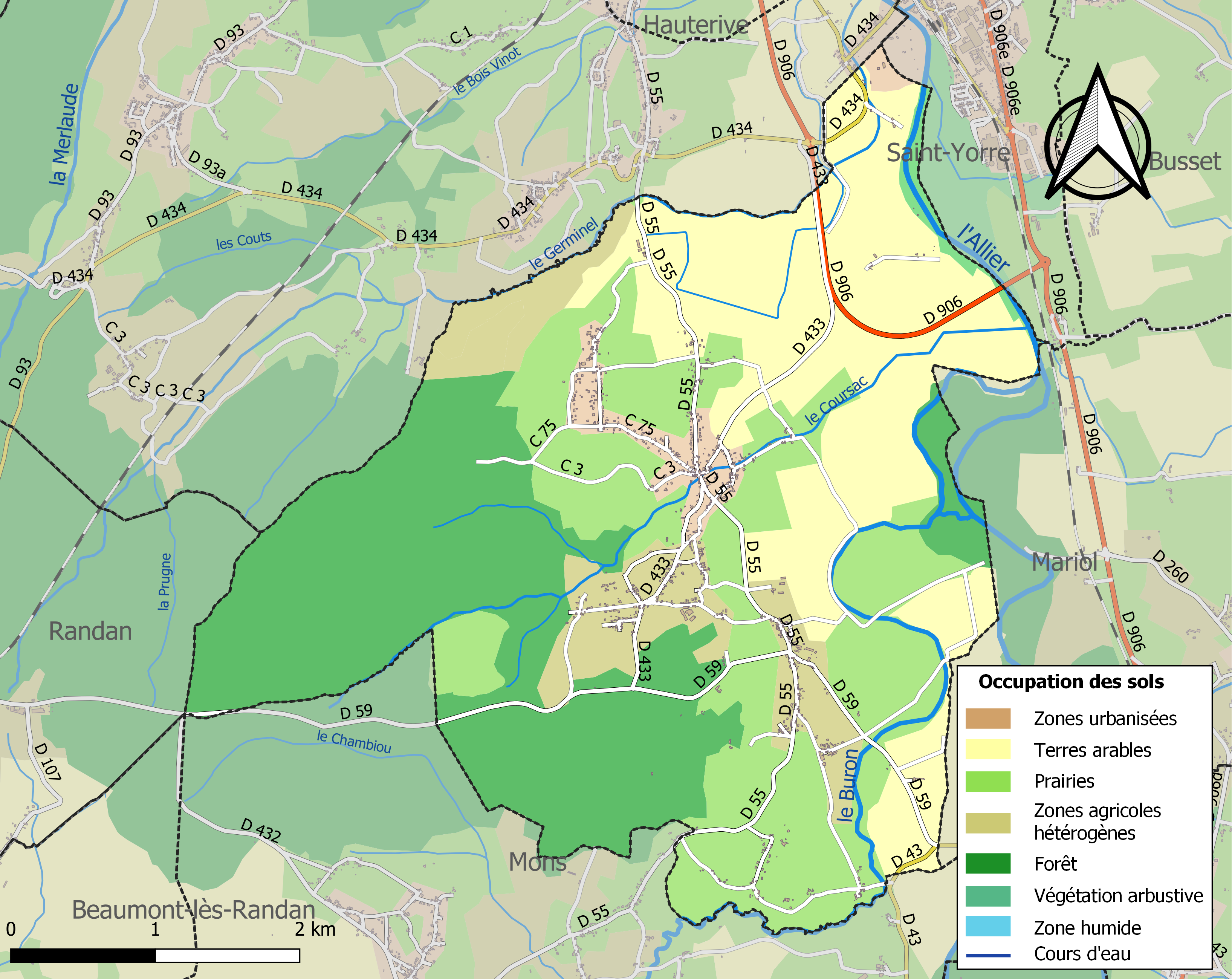
Carte des infrastructures et de l'occupation des sols de la commune en 2018 (CLC).

### Logement
En 2015, la commune comptait 413 logements, contre 388 en 2010. 88,9 % de ces logements sont des résidences principales, 5,6 % des résidences secondaires et logements occasionnels et 5,6 % de logements vacants. En outre, ces logements représentent 98,1 % de maisons.
La proportion des résidences principales, propriétés de leurs occupants était de 86,6 %, en hausse sensible par rapport à 2010 (86,5 %). La part de logements HLM loués vides était de 1,9 % (contre 1,7 %). En outre, 2,5 % étaient logés gratuitement.

### Risques naturels et technologiques
La commune est soumise à plusieurs risques :
- risque sismique : zone de sismicité de niveau 1a selon la classification déterministe de 1991[23] et de niveau 3 selon la classification probabiliste de 2011[24] ;
- feu de forêt[24] ;
- inondation[24] : la dernière crue remarquable de la rivière Allier, de décembre 2003, a inondé certains quartiers ;
- mouvement de terrain[24] ;
- phénomène lié à l'atmosphère[24] ;
- phénomènes météorologiques[24] : les vents des tempêtes de 1999 ont atteint 150 km/h[23] ;
- rupture de barrage[24] : la rupture du barrage de Naussac engendre une crue de la rivière Allier.

Le dernier séisme connu remonte au 25 mars 1957. L'épicentre était localisé à Randan.
Des plans de prévention des risques inondation ont été prescrits en 2010 et approuvés en 2013. Le DICRIM a été rédigé en collaboration avec la commune voisine de Saint-Sylvestre-Pragoulin,.

## Toponymie
Le nom est issu d'une formation dialectale, Sanctus Prejectus de Bramaffan, 1373.
Le deuxième élément dérivé de brama-fam signifie « brame-faim » soit « crie famine ».[réf. nécessaire]
Sous l'an II, elle était nommée Saint Priest Bramefort. Le Bulletin des lois de 1801 raccourcit le nom en Saint Priest.

## Politique et administration

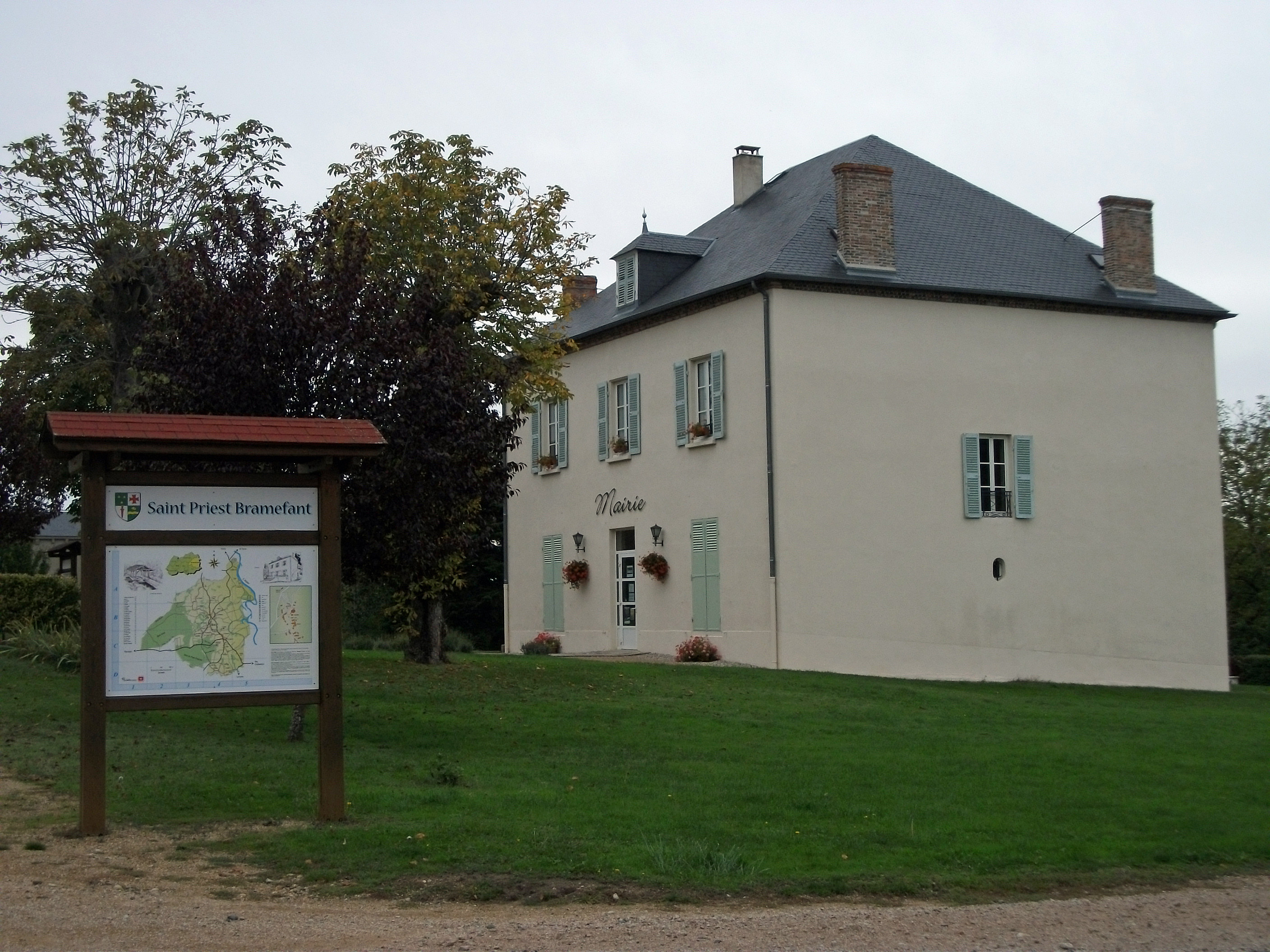
La mairie.

### Découpage territorial
La commune de Saint-Priest-Bramefant est membre de la communauté de communes Plaine Limagne, un établissement public de coopération intercommunale (EPCI) à fiscalité propre créé le 1er janvier 2017 dont le siège est à Aigueperse. Ce dernier est par ailleurs membre d'autres groupements intercommunaux. Jusqu'au 31 décembre 2016, elle faisait partie de la communauté de communes des Coteaux de Randan dont elle était le siège.
Sur le plan administratif, elle est rattachée à l'arrondissement de Riom, à la circonscription administrative de l'État du Puy-de-Dôme et à la région Auvergne-Rhône-Alpes. Jusqu'en mars 2015, elle dépendait du canton de Randan.
Sur le plan électoral, elle dépend du canton de Maringues pour l'élection des conseillers départementaux, depuis le redécoupage cantonal de 2014 entré en vigueur en 2015, et de la deuxième circonscription du Puy-de-Dôme pour les élections législatives, depuis le dernier découpage électoral de 2010 (sixième circonscription avant 2010).

### Élections municipales et communautaires

#### Élections de 2020
Le conseil municipal de Saint-Priest-Bramefant, commune de moins de 1 000 habitants, est élu au scrutin majoritaire plurinominal à deux tours avec candidatures isolées ou groupées et possibilité de panachage. Compte tenu de la population communale, le nombre de sièges à pourvoir lors des élections municipales de 2020 est de 15. La totalité des candidats en lice est élue dès le premier tour, le 15 mars 2020, avec un taux de participation de 49,93 %.

#### Chronologie des maires
| Période                                  | Période                       | Identité      | Étiquette    | Qualité |
| ---------------------------------------- | ----------------------------- | ------------- | ------------ | --- |
| Les données manquantes sont à compléter. |                               |               |              | |
| 1995                                     | avril 2017 (démission)        | Éric Gold     | PS puis LREM | Enseignant Conseiller général du canton de Randan (2004-2015) Conseiller départemental du canton de Maringues (depuis 2015) 3e vice-président du conseil départemental chargé des grands projets Vice-président de la communauté de communes des Coteaux de Randan (2014-2016) Ancien président de la communauté de communes Plaine Limagne (2017) Sénateur depuis le 24 septembre 2017 |
| avril 2017 (réélu en 2020)               | En cours (au 15 octobre 2021) | Michel Gaume, | PRG          | Retraité |

### Instances judiciaires
Saint-Priest-Bramefant dépend de la cour d'appel de Riom, du tribunal de proximité de Riom et des tribunaux judiciaire et de commerce de Clermont-Ferrand.

## Population et société

### Démographie

#### Évolution démographique
L'évolution du nombre d'habitants est connue à travers les recensements de la population effectués dans la commune depuis 1793. Pour les communes de moins de 10 000 habitants, une enquête de recensement portant sur toute la population est réalisée tous les cinq ans, les populations de référence des années intermédiaires étant quant à elles estimées par interpolation ou extrapolation. Pour la commune, le premier recensement exhaustif entrant dans le cadre du nouveau dispositif a été réalisé en 2005.

En 2022, la commune comptait 869 habitants, en évolution de +0,12 % par rapport à 2016 (Puy-de-Dôme : +2,1 %, France hors Mayotte : +2,11 %).
| 1793 | 1800 | 1806  | 1821 | 1831 | 1836 | 1841 | 1846 | 1851 |
| ---- | ---- | ----- | ---- | ---- | ---- | ---- | ---- | ---- |
| 655  | 709  | 1 009 | 879  | 867  | 931  | 918  | 928  | 942  |

| 1856 | 1861 | 1866 | 1872 | 1876 | 1881 | 1886 | 1891 | 1896 |
| ---- | ---- | ---- | ---- | ---- | ---- | ---- | ---- | ---- |
| 936  | 909  | 904  | 893  | 889  | 892  | 832  | 811  | 761  |

| 1901 | 1906 | 1911 | 1921 | 1926 | 1931 | 1936 | 1946 | 1954 |
| ---- | ---- | ---- | ---- | ---- | ---- | ---- | ---- | ---- |
| 741  | 740  | 697  | 592  | 624  | 611  | 607  | 535  | 592  |

| 1962 | 1968 | 1975 | 1982 | 1990 | 1999 | 2005 | 2006 | 2010 |
| ---- | ---- | ---- | ---- | ---- | ---- | ---- | ---- | ---- |
| 585  | 607  | 626  | 671  | 637  | 647  | 791  | 798  | 884  |

| 2015 | 2020 | 2022 | - | - | - | - | - | - |
| ---- | ---- | ---- | - | - | - | - | - | - |
| 874  | 866  | 869  | - | - | - | - | - | - |

#### Pyramide des âges
En 2018, le taux de personnes d'un âge inférieur à 30 ans s'élève à 29,5 %, soit en dessous de la moyenne départementale (34,2 %). À l'inverse, le taux de personnes d'âge supérieur à 60 ans est de 28,0 % la même année, alors qu'il est de 27,9 % au niveau départemental.
En 2018, la commune comptait 414 hommes pour 445 femmes, soit un taux de 51,80 % de femmes, légèrement supérieur au taux départemental (51,59 %).
Les pyramides des âges de la commune et du département s'établissent comme suit.
| Hommes | Classe d’âge | Femmes |
| ------ | ------------ | ------ |
| 0,5    | 90 ou +      | 1,1    |
| 8,2    | 75-89 ans    | 7,6    |
| 18,7   | 60-74 ans    | 19,8   |
| 26,4   | 45-59 ans    | 24,9   |
| 17,0   | 30-44 ans    | 16,9   |
| 11,5   | 15-29 ans    | 12,0   |
| 17,7   | 0-14 ans     | 17,6   |

| Hommes | Classe d’âge | Femmes |
| ------ | ------------ | ------ |
| 0,7    | 90 ou +      | 2,1    |
| 7,4    | 75-89 ans    | 10,2   |
| 17,7   | 60-74 ans    | 18,6   |
| 20,2   | 45-59 ans    | 19,2   |
| 18,4   | 30-44 ans    | 17,4   |
| 18,6   | 15-29 ans    | 17,2   |
| 17     | 0-14 ans     | 15,3   |

### Enseignement
Saint-Priest-Bramefant dépend de l'académie de Clermont-Ferrand.
Les élèves commencent leur scolarité à l'école élémentaire publique de la commune.
Ils la poursuivent au collège Condorcet, à Puy-Guillaume, puis au lycée Montdory ou Jean-Zay, à Thiers, ou au lycée Albert-Londres, à Cusset.

## Économie

### Emploi
En 2015, la population âgée de quinze à soixante-quatre ans s'élevait à 552 personnes, parmi lesquelles on comptait 78,6 % d'actifs dont 69,2 % ayant un emploi et 9,4 % de chômeurs.
On comptait 82 emplois dans la zone d'emploi. Le nombre d'actifs ayant un emploi résidant dans la zone étant de 389, l'indicateur de concentration d'emploi s'élève à 21,2 %, ce qui signifie que la commune offre moins d'un emploi par habitant actif.
335 des 389 personnes âgées de quinze ans ou plus (soit 86,1 %) sont des salariés. 15,7 % des actifs travaillent dans la commune de résidence.

### Entreprises
Au 31 décembre 2015, Saint-Priest-Bramefant comptait 47 entreprises : 4 dans l'industrie, 15 dans la construction, 14 dans le commerce, le transport, l'hébergement et la restauration, 9 dans les services aux entreprises et 5 dans les services aux particuliers.
En outre, elle comptait 49 établissements.

### Agriculture
La commune comptait, au recensement agricole de 2010, 15 exploitations totalisant 526 hectares. Ce nombre est en nette diminution par rapport aux précédents recensements de 2000 et 1988 (20 exploitations et 826 ha). Ces exploitations sont en majorité individuelles en nombre, mais pas en superficie en 2010 au profit des GAEC dont le chiffre n'est pas diffusé.

### Commerce
La base permanente des équipements de 2014 ne recense aucun commerce.

### Tourisme
Au 1er janvier 2018, la commune comptait un hôtel trois étoiles de vingt-quatre chambres. Il est situé au château de Maulmont et comprend aussi un restaurant.
En 2011, deux gîtes sont également présents dans la commune, à La Boutière et l'Andouette, ainsi que deux chambres d'hôtes, au Guérinet et au Casson.

## Culture et patrimoine

### Lieux et monuments

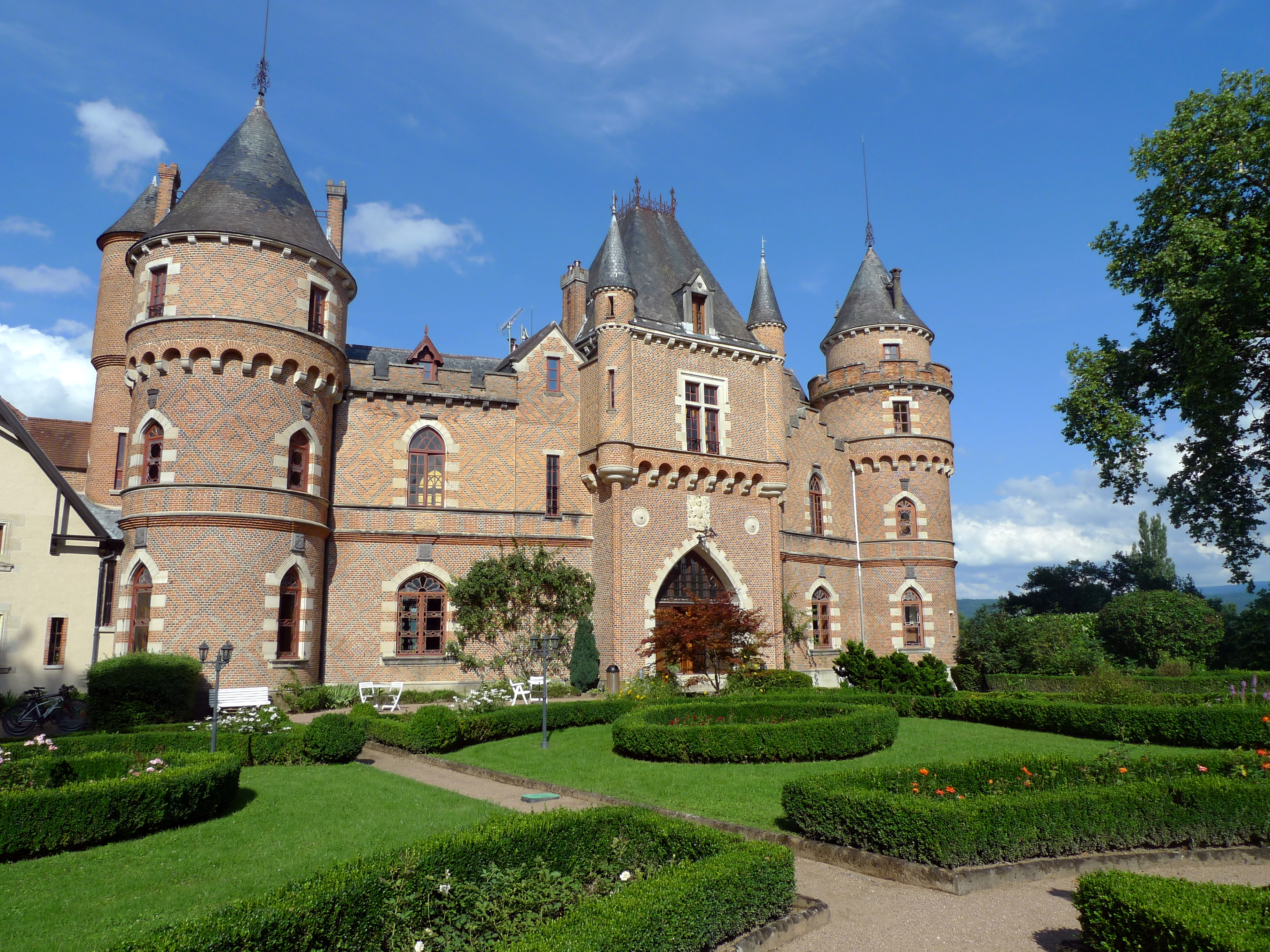
Le château de Maulmont.

La commune abrite deux édifices inscrits aux monuments historiques qui font partie du domaine acheté en 1829 par Adélaïde d'Orléans, en complément de son château de Randan : 
- le château de Maulmont (2e quart du XVIe siècle et XIXe siècle), inscrit par arrêté du 12 février 2002. Il est géré par une société privée d'hôtellerie[54] ;
- le rendez-vous de chasse (XVe, XVIe et XIXe siècles) est inscrit MH en même temps[55].

Autres monuments :

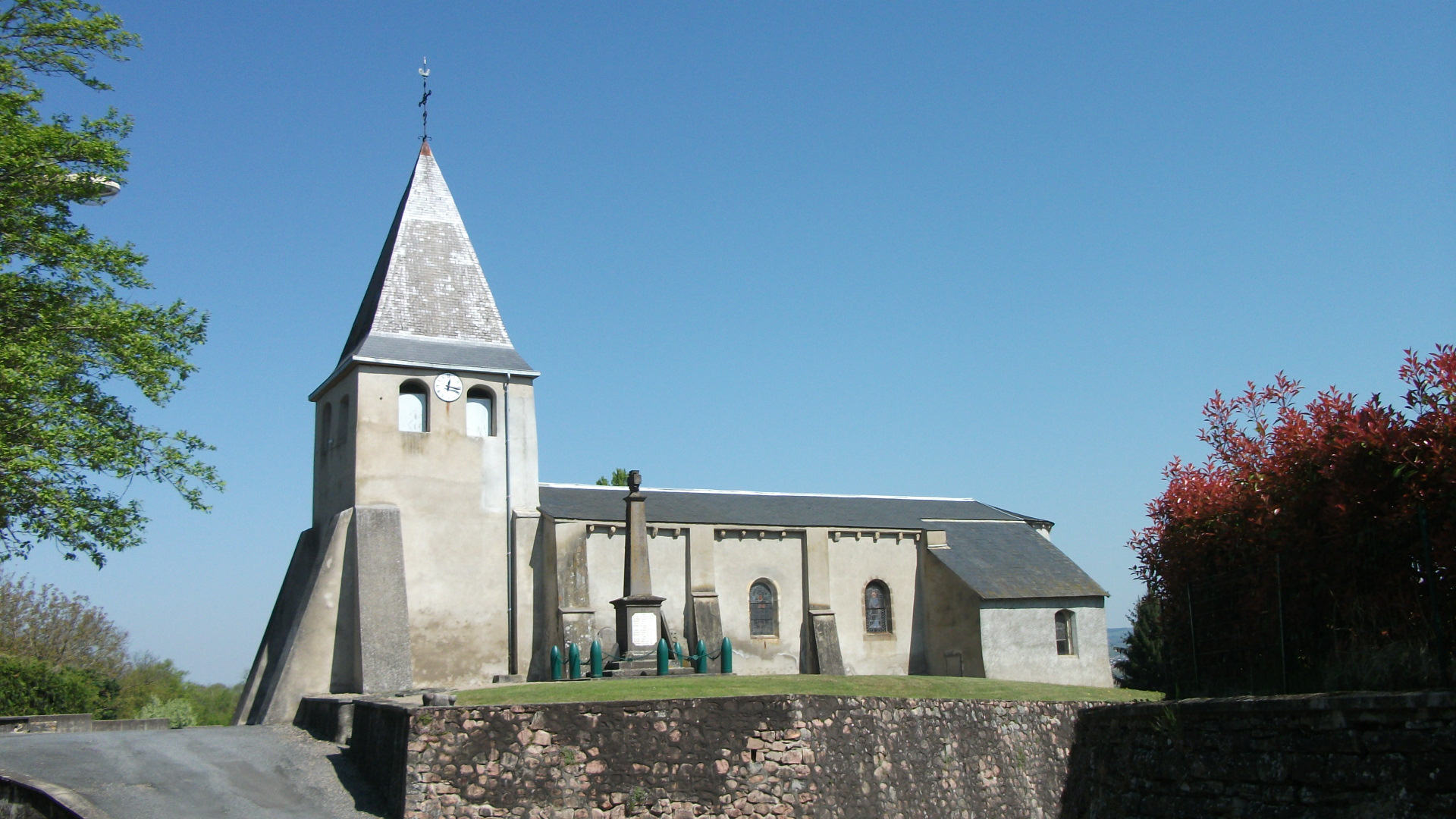
Église paroissiale.

- usine de mise en bouteilles des eaux minérales dites source Vercingétorix, XIXe et XXe siècles[56] ;
- château de la Motte ;
- château du Guérinet, XVIIe et XIXe siècles[57] ;
- église paroissiale Saint-Priest, Moyen Âge et XIXe et XXe siècles[58].

### Héraldique
| Blason de Saint-Priest-Bramefant | Blason  | Écartelé de sinople et d'argent, au premier à trois étoiles d'or, au deuxième à la croix pattée de gueules, au troisième à l'épée basse de gueules, au quatrième à la fasce ondée d'or accompagnée en chef d'une tête de loup du même. |
| Blason de Saint-Priest-Bramefant | Détails | Le statut officiel du blason reste à déterminer. |